# Chrysis brevitarsis
Chrysis brevitarsis is een vliesvleugelig insect uit de familie van de goudwespen (Chrysididae). De wetenschappelijke naam van de soort is voor het eerst geldig gepubliceerd in 1870 door Thomson.